# Plecia uncinata
Plecia uncinata är en tvåvingeart som beskrevs av Hardy 1948. Plecia uncinata ingår i släktet Plecia och familjen hårmyggor.
Artens utbredningsområde är Uganda. Inga underarter finns listade i Catalogue of Life.